# Station Courseulles
Station Courseulles is een spoorwegstation in de Franse gemeente Courseulles-sur-Mer. Het station is gesloten.